# Joan Pañella i Bonastre

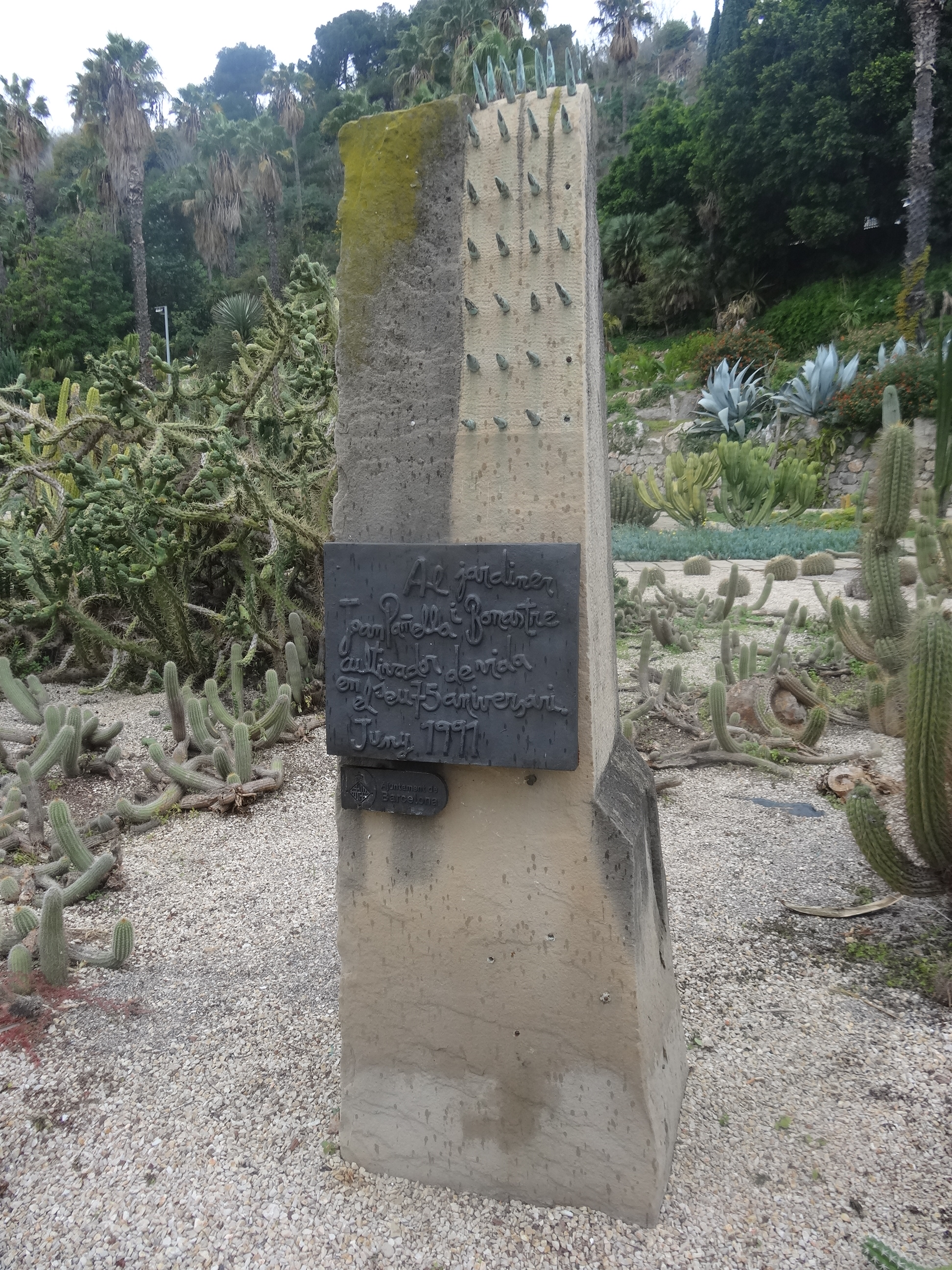
Monument al jardiner Joan Pañella i Bonastre, cultivador de vida, en el seu 75è aniversari. Jardins de Mossèn Costa i Llobera, juny de 1991.

Joan Pañella i Bonastre (Barcelona, 1916 - Barcelona, 3 d'agost de 1992) va ser un botànic, cactòfil i professor de l'Escola de Jardineria Rubió Tudurí de Barcelona.
Fill de Josep Pañella i Maria Bonastre Munné. Començà a estudiar jardineria l'any 1933 i formà part de la primera promoció de la recentment creada Escola de Jardineria de l'Ajuntament de Barcelona. El 1950 assumí el càrrec de tècnic botànic del Servei de Parcs i Jardins de Barcelona i des del 1970 fou subdirector i cap d'estudis de l'Escola de Jardineria. Col·laborà en la realització dels jardins que s'edificaren a Barcelona durant la segona meitat del s. XX, entre els quals destaquen el jardí Costa i Llobera, el jardí Mossèn Cinto i el jardí Joan Maragall. Fou també conservador del Jardí d'Aclimatació Pinya de Rosa de Blanes i dels Jardins S'Avall de Mallorca. Destacà, també, en el camp de la nomenclatura botànica.
Cal destacar la feina de Joan Pañella i Bonastre al capdavant de l'escola de jardineria durant molts anys, on inicià, els anys cinquanta, l'elaboració de l'index seminum (catàleg de llavors) del centre, amb el qual s'intercanvien llavors amb centres botànics d'arreu del món. Gran coneixedor de les cactàcies i les suculentes, fou membre fundador de l'Organització Internacional per a l'Estudi de Plantes Suculentes (IOS), participant al congrés inaugural d'aquesta Organització l'any 1950 a Zúric, i l'any 1982 el van nomenar Membre Honorari.
La seva col·lecció de cactus es conserva en els Jardins Mossèn Costa i Llobera de Barcelona. El botànic alemany Curt Backeberg va dedicar-li un cactus : Opuntia panellana en reconeixement de les seves contribucions al coneixement dels cactus de jardineria.

## Obres publicades
- Arboles de jardín. Ediciones Oikos-Tau, SA. ISBN 8428102082.
- Las plantas de jardín cultivadas en España. Floraprint España, S.A.